# Brenner Eisenbahngesellschaft
Die Brenner Eisenbahn GmbH (BEG) war ein Unternehmen zur Errichtung der nördlichen Zulaufstrecke für den Brennerbasistunnel.

## Geschichte
Das Unternehmen wurde 1996 als Staatsunternehmen der Republik Österreich aufgrund eines Bundesgesetzes gegründet; sie war ab dem 1. Jänner 2005 eine hundertprozentige Tochtergesellschaft der ÖBB-Infrastruktur Bau-AG und somit im ÖBB-Konzern eingebettet. Nach der Zusammenlegung der ÖBB-Infrastruktur Bau AG und der ÖBB-Infrastruktur Betrieb-AG zur ÖBB Infrastruktur AG war das Unternehmen kurz eine Tochter der Infrastruktur AG, bevor es am 1. Oktober 2009 per 1. Jänner 2009 ganz in diese eingebettet wurde.
Der Sitz des Unternehmens war in Innsbruck, die Projektleitung befand sich in Vomp, nähe Schwaz. Die 20 Stellen in Innsbruck sowie die 70 in Vomp bleiben erhalten.
Das Unternehmen war für die gesamte Bauabwicklung von der Finanzierung über das planungsrechtliche Verfahren bis zur Bauausführung zuständig. Vorrangiges Ziel dieses Auftraggebers war die Errichtung der Zulaufstrecke Nord für den Brennerbasistunnel (Unterinntalbahn). Das Projektgebiet unterteilt sich in zwei Abschnitte wie nachfolgend beschrieben.

## Abschnitt 1: (Wörgl Hbf -) Kundl/Radfeld – Baumkirchen
Im ersten Abschnitt begannen bereits im Jahr 2006 die Bauarbeiten. Dieser Abschnitt von 42 km Länge ist derzeit in 10 Baulose unterteilt. Das Gesamtinvestitionsvolumen wird sich auf rund 1,9 Mrd. EUR belaufen. Von der Gesamtlänge verlaufen rund 80 % unter Tage. Es kommen die verschiedensten Baumethoden zur Ausführung, u. a.: Sprengvortrieb, Tunnelbohrmaschine (TBM), DSV-Verfahren, Deckelbauweise, Sonderbauweise mit Druckluft und Offene Bauweise.

 Die einzelnen Hauptbaulose gliedern sich in:
- Hauptbaulos H1: Radfeld
- Hauptbaulos H2-2: Radfeld Mitte
- Hauptbaulos H2-1: Radfeld-Brixlegg (abgeschlossen im Februar 2007)
- Hauptbaulos H3-4: Münster-Wiesing
- Hauptbaulos H3-6: Tiergartentunnel
- Hauptbaulos H8: Jenbach
- Hauptbaulos H4-3: Stans
- Hauptbaulos H5: Vomp-Terfens
- Hauptbaulos H6: Galerie Terfens (abgeschlossen im Juli 2007)
- Hauptbaulos H7: Fritzens-Baumkirchen

Die rund 40 km lange Neubahnstrecke soll per Fahrplanwechsel 2012 bereitstehen.

## Abschnitt 2: Staatsgrenze/Kufstein – Schaftenau – Kundl/Radfeld
Der zweite Abschnitt befindet sich derzeit in der Planungsphase (Phase 1). Das Untersuchungsgebiet reicht bis Oberaudorf bzw. Brannenburg in Bayern. Zurzeit wird die vertiefte Prüfung von zwei Trassenstudien durchgeführt. Nach Abschluss der Prüfung und Festlegung des Trassenverlaufes erfolgt die Ausschreibungsphase (Phase 2). Insbesondere die Umfahrung von Wörgl stößt infolge der äußerst schwierigen Geologie des "Angerberges" auf große Probleme.
Dieser Abschnitt wird deutlich nach der Inbetriebnahme des 1. Abschnittes fertiggestellt werden. Baumkirchen – Radfeld soll 2012, Radfeld – Brannenburg erst 2015 in Betrieb gehen. Deshalb wird der Abschnitt Radfeld – Wörgl bis 2012 durchgehend dreigleisig ausgebaut. Das Teilstück Wörgl Kundl – Wörgl Terminal Süd ist bereits heute dreigleisig, Wörgl Terminal Süd – Wörgl Hauptbahnhof viergleisig ausgebaut. Der dreigleisige Abschnitt Wörgl Radfeld – Wörgl Kundl wird vssl. bis 2011 fertiggestellt sein.
Der Wörgler Hbf wird auf zwei Seiten, nämlich durch die Verknüpfungsstellen Wörgl Radfeld im Westen und Wörgl Schaftenau im Osten voll an die Neubaustrecke angebunden, weil Wörgl Eisenbahnknotenpunkt und der größte Bahnhof einschließlich Traktionsstandort und Werkstätten an der Neubaustrecke ist sowie weil die Giselabahn von Salzburg, Graz und Klagenfurt hier in die Unterinntalbahn einmündet.